# Cyrtandra richii
Cyrtandra richii är en tvåhjärtbladig växtart som beskrevs av Asa Gray. Cyrtandra richii ingår i släktet Cyrtandra och familjen Gesneriaceae. Inga underarter finns listade i Catalogue of Life.